# 広瀬陽一郎
広瀬 陽一郎 （ひろせ よういちろう、1963年10月15日 - ）は、日本の実業家・バイオシードテクノロジーズ株式会社・株式会社APS代表取締役。

## 人物
1963年10月15日 、北九州市出身。1982年、福岡県立戸畑高等学校を卒業。1986年、大阪外国語大学中東地域文化専攻〈アラビア語〉を卒業。双日に入社〈サウジアラビア駐在〉。2004年、Paylessの副社長。2006年10月19日、株式会社APSを設立。 2012年、十和田グリーンタフ・アグロサイエンス株式会社senior adviser。2018年12月22日、BioSeed Technologies Inc., CEO。2024年6月13日、 官民タスクフォースメンバーと米輸出促進に向けた「未来の米づくり」対話（第1回）を開催〈農林水産省〉

。11月22日、NEWGREEN農業FORUM【超農祭】開催を予定(横浜大さん橋ホール)。2025年1月、輸出実証、来年度への取り組み等で開催予定。8月18日、にいがた南区創生会議主催「日本の農業をめぐる先進技術の試み〈第1回〉～乾田直播・節水灌漑〈マイコスDDSR〉による「超低コスト・低メタン米」の最新情報について～」徳本修一×広瀬陽一郎氏と登壇〈会場:白根学習館ラスペックホール〉。

## 掲載特集
- 『すき家のゼンショー、豊田通商も乗った「令和の農業維新」コメ500万トン輸出の野望、生産費はキロ65円！』〈2024年5月7日〉[21]。